# Братья Ахмадовы
Бра́тья Ахма́довы (чечен. АхьмадгӀа́р; Ува́йс, Русла́н, Ризва́н, Апти́, Имра́н, Абу́, Рамза́н, Ху́та и Зелимха́н) — девять братьев из тайпа Гендарганой, участвовавших в первой и второй чеченских войнах.
С началом Первой чеченской войны братья Ахмадовы присоединились к Вооружённым силам ЧРИ и активно участвовали в боевых действиях против российских войск. Их военные навыки, полученные в Совето—афганской и Грузино—абхазской войнах, быстро сделали их заметными фигурами в чеченском сопротивлении.
Впоследствии братья Ахмадовы возглавили Исламскую бригаду (ИБ), в состав которой входило большинство джамаатов Чечни. ИБ стала одной из наиболее боеспособных и влиятельных группировок в составе вооружённых сил ЧРИ.
В период между Первой и Второй чеченскими войнами, с 1996 по 1999 год, братья Ахмадовы укрепили свои позиции, установив силой контроль над Урус-Мартановским районом. В этом районе они внедрили шариатское правление, что позволило им войти в число наиболее влиятельных лидеров ЧРИ наравне с Асланом Масхадовым и Шамилем Басаевым.
В 1999 году правительство России неоднократно заявляло о причастности братьев Ахмадовых к похищениям и убийствам, среди жертв которых, по утверждению властей, были высокопоставленные лица: представитель президента РФ Валентин Власов и генерал МВД Геннадий Шпигун.
С началом Второй чеченской войны братья Ахмадовы продолжили участие в вооружённом сопротивлении, беря на себя самые сложные и опасные участки войны. В ходе боевых действий погибли шестеро братьев Ахмадовых.

## Биография
Клан Ахмадовых включал в себя несколько десятков имён активных участников первой и второй чеченских войн. Наиболее известными среди них были девять родных братьев: Увайс, Руслан, Ризван, Апти, Имран, Абу, Рамзан, Хута и Зелимхан.

### Список Ахмадовых

#### По старшинству
- Ахмадов, Увайс Адланович (1952 г.р.) — бывший начальник Урус-Мартановского районного отдела шариатской госбезопасности[6];
- Ахмадов, Руслан Адланович (1954—2020) — член Маджлис-уль-Шуры моджахедов Кавказа[1];
- Ахмадов, Ризван Адланович (1957—2002) — командующий Урус-Мартановским и Грозненским секторами ВС ЧРИ[1];
- Ахмадов, Апти Адланович (1961—2000) — полевой командир[1];
- Ахмадов, Имран Адланович (?—?) — полевой командир, основатель учебных лагерей боевиков в Грузии[6];
- Ахмадов, Абу Адланович (1966—2000) — амир джамаата[1];
- Ахмадов, Рамзан Адланович (1970—2001) — бригадный генерал ВС ЧРИ[1];
- Ахмадов, Хута (Абдуррахман) Адланович (1972—1999) — амир джамаата[12];
- Ахмадов, Зелимхан Адланович (1975—2002) — командующий Грозненским сектором ВС ЧРИ[1];
- Ахмадов, Таир (?—2001) — активный участник чеченских войн[6];
- Ахмадов, Муса (?—?) — амир джамаата;
- Ахмадов, Иса Увайсович (?—2000) — амир Чечен-Аульского джамаата.

## Межвоенный период
В середине 1997 года братья Ахмадовы взяли под полный контроль Урус-Мартан, сместив с должности избранную на выборах в начале года мэром города Зарган Мальсагову, а также кадия района. В городе и его окрестностях были созданы базы боевиков. Вводилось шариатское судопроизводство, применялись телесные наказания за употребление спиртных напитков (40 ударов палками), осуществлялись попытки ввести ношение женщинами хиджабов в общественных местах (в частности, водителей автобусов и такси заставляли высаживать женщин, не надевших покрывающую всё тело одежду).
В конце 1997 года по обращению приставов Шариатского суда братья Ахмадовы силой доставили в суд генерального прокурора Ичкерии Хаважи Сербиева, проходившего по делу о захвате чужой жилплощади. В ходе задержания Сербиев был избит прикладами за оказание сопротивления. Узнав об этом, президент Аслан Масхадов вызвал к себе представителей джамаатов и предъявил им список из 27 человек, в отношении которых  шариат не должен был распространяться. После этого Ахмадовы разорвали с Масхадовым все отношения, восприняв это как проявления куфра.
В марте 1998 года 260 бойцов антитеррористического центра Масхадова штурмовали дом Ахмадовых с целью освобождения захваченных в Дагестане российских милиционеров. Однако этот штурм завершился провалом и потерями среди антитеррористического центра.
Ахмат Кадыров свидетельствовал, что «после этих событий президентский кортеж Масхадова ездил по полевым дорогам, обходя участок трассы Ростов—Баку в Урус-Мартановском районе, где сидели братья Ахмадовы».
В августе 1998 года на центральной площади Урус-Мартана был впервые публично приведён в исполнение смертный приговор шариатского суда, который постановил расстрелять жителя соседнего села Гехи, убившего с целью ограбления пожилую женщину и её 16-летнюю внучку.
17 декабря 1998 года в центре города Грозного состоялся митинг сторонников президента Масхадова, участники которого, среди прочего, потребовали навести порядок в Урус-Мартановском районе, где действовал джамаат Ахмадовых.
По информации сайта «Caucasus times», незадолго до похода боевиков в Дагестан под Гудермесом формирования братьев Ямадаевых оказали трёхдневное военное сопротивление братьям Ахмадовым, насаждавшим ваххабизм и стремившимся взять под свой контроль и восточные районы Чеченской Республики.
Российские власти в 1999 году неоднократно обвиняли братьев Ахмадовых в похищениях и убийствах людей, среди которых фигурировали имена представителя президента России Валентина Власова, генерала МВД России Геннадия Шпигуна и фотокорреспондента ИТАР-ТАСС Владимира Яцины. Утверждалось, что приказ отрезать головы четырем связистам английской фирмы Granger Telecom и снять это на видеопленку отдал Ризван Ахмадов, разговаривал по телефону с представителями посольства Великобритании в Москве, требуя выкуп за похищенных сотрудников — Руслан Ахмадов, а перевозил отчленённые головы убитых сотрудников Granger Telecom ещё один из братьев — Увайс Ахмадов. В 2005 году Шамиль Басаев опровергал причастность Ахмадовых к убийству англичан.